# Quando (film)
Quando è un film del 2023 diretto da Walter Veltroni e tratto dal suo omonimo romanzo.

## Trama
Nel 1984, al funerale di Enrico Berlinguer, Giovanni ha un incidente e finisce in coma; si risveglia dopo molti anni in un mondo totalmente cambiato. La sua ex fidanzata, Flavia, che dopo l'incidente di Giovanni si era sposata con Tommaso, amico di Giovanni, lo incontra e gli racconta la verità, ovvero che il vero padre della figlia della coppia è in realtà lui in quanto Flavia era incinta al momento dell'incidente.

## Produzione
Le riprese del film si sono svolte principalmente a Roma e in altre parti del Lazio come la zona archeologica di Vulci e il laghetto del Pellicone tra giugno e luglio 2022.

## Distribuzione
La pellicola è stata distribuita nelle sale cinematografiche italiane a partire dal 30 marzo 2023.